# Hammerfest község
Hammerfest község (Hammerfest kommune) Norvégia 431 községének (kommune, helyi önkormányzattal rendelkező közigazgatási egység) egyike.

## Települései
Települések (tettsted) és népességük 2006. január 1-jén:
- Hammerfest (6 852)
- Rypefjord (1 741)

## Külső hivatkozások
- Hivatalos honlap (norvég)